# Lielupe
Lielupe är en flod i Lettland. Avrinningsområdet är 17.600 km² och mynningen är i Rigabukten. Lielupe startar där floderna Mēmele och Mūša möts vid staden Bauska och är 119 km lång. Om man även räknar in Mēmele blir totala längden 310 km, inklusive delar i Litauen med namnet Nemunėlis. Nära mynningen löper Lielupe parallellt med Rigabuktens kustlinje, vid staden Jūrmala som ligger mellan floden och havet.

## Namn
Det lettiska namnet Lielupe innehåller morfemen liel ("stor") och upe ("flod") och betyder således "Storfloden" eller "Den stora floden". På äldre svenska och tyska användes istället Kuriska Aa respektive Kurländische Aa eller Kurische Aa. Det första ledet särskiljer floden från Livländska Aa, medan det senare ledet går tillbaka på vikingarnas beteckning som etymologiskt motsvaras av nutidssvenskans Å (vattendrag).

## Historik
Under första världskriget utkämpades vid Lielupes (Aas) nedre lopp flera slag. På hösten 1915 utkämpades en rad ställningsstrider mellan tyska Njemenarmén och ryska 5:e armén. 5–9 januari och 23 januari–3 februari 1917 utkämpades ett fältslag, av tyskarna kallat vinterslaget vid Aa (Winterschlacht an der Aa), mellan 8:e tyska armén (under Friedrich von Scholtz) och 12:e ryska armén (under Radko Dimitrijev).